# 폰스 마
폰스 마(Pons Maar, 1951년 1월 1일 ~ )는 미국의 배우이다.
플로리다주에서 태어났다.

## 방송
- 다이너소어

## 영화
- 멍키본 (2001년)
- 티렉스 (1995년)
- 다이너소어 (1991년)
- 우주 생명체 블롭 (1988년)
- 골든 차일드 (1986년)
- 시티즌 (1982년)